# Pachycondyla henryi
Pachycondyla henryi är en myrart som beskrevs av Horace Donisthorpe 1942. Pachycondyla henryi ingår i släktet Pachycondyla och familjen myror. Inga underarter finns listade i Catalogue of Life.